# 캐럴 킹
캐럴 킹(영어: Carole King, 1942년 2월 9일 ~ )은 미국의 싱어송라이터이다. 20세기 후반 미국에서 가장 성공한 작곡가로서 1955년에서 1999년까지 빌보드 핫 100에서 118장의 팝 히트곡을 단독 혹은 공동 작곡했다. 영국에서 차트 진입에 성공한 61장의 히트곡을 쓰기도 했으며, 이 업적으로 그는 1952년에서 2005년까지 영국 싱글 차트에서 가장 성공한 작곡가였다.
킹은 첫 남편 제리 고핀과 1960년대부터 경력을 시작했으며 수많은 아티스트를 위해 20개가 넘는 차트 히트곡을 작곡, 이중 상당수는 스탠더드로 자리잡았다. 그 이후로 다른 아티스트를 위해 작곡에 매진했다. 킹이 자작곡을 들고 공연자로 나섰을 때, 성공은 1970년대 전까지만 해도 오지 않았다. 그는 피아노를 사용해 일련의 음반 및 콘서트 활동으로 성공을 이룩했다. 데뷔 음반 《Writer》의 상업적 실패를 경험했지만, 음반 《Tapestry》가 미국 음반 차트 정상을 15주간 머물러 돌파구가 되었다. 그 뒤로 해당 음반은 차트에서 6년간 머물렀다.
킹은 25장의 음반을 제작했고 가장 성공한 《Tapestry》는 20년 동안 여성 아티스트에 의한 음반 중 1위에 가장 오래 머물렀던 음반이다.
2010년 제임스 테일러와 합작한 비 컴필레이션 음반 《Live at the Troubadour》는 차트 첫 주에 4위를 달성, 600,000장이 팔렸다.
그의 음반 판매고는 세계적으로 7,500만 장 이상으로 추정된다. 네 차례 그래미 어워드에서 수상했고 1987년 송라이터 명예의 전당에, 1990년 작곡가로서 로큰롤 명예의 전당에 헌액되었다. 이후 2002년 송라이터 명예의 전당 최고특별상(Johnny Mercer Award)을 받았으며, 2021년 로큰롤 명예의 전당에서는 공연자 부문으로 다시 헌액되어 이중 헌액자로 기록되었다.
2013년 버클리 음악 대학에서 명예 박사 학위를 받았고 여성으로서는 최초로 의회도서관 거슈윈상 대중음악 부문 수상자의 영예를 안았다. 2015년에는 케네디 센터 아너스에 선정되었다.

## 디스코그래피
정규 음반
- 1970: Writer
- 1971: Tapestry
- 1971: Music
- 1972: Rhymes & Reasons
- 1973: Fantasy
- 1974: Wrap Around Joy
- 1976: Thoroughbred
- 1977: Simple Things
- 1978: Welcome Home
- 1979: Touch the Sky
- 1980: Pearls: Songs of Goffin and King
- 1982: One to One
- 1983: Speeding Time
- 1989: City Streets
- 1993: Colour of Your Dreams
- 2001: Love Makes the World

크리스마스 음반
- 2011: A Holiday Carole

라이브 음반
- 1994: In Concert
- 1996: The Carnegie Hall Concert: June 18, 1971
- 2005: The Living Room Tour
- 2010: Live at the Troubadour (with 제임스 테일러)

컴필레이션 음반
- 1978: Her Greatest Hits: Songs of Long Ago
- 2012: The Legendary Demos

사운드트랙
- 1975: Really Rosie

### 내용주
1. ↑  비공연자 부문(Ahmet Ertegun Award)
2. ↑  송라이터 명예의 전당에서 시상하는 특별상 중, 전당에 이미 올라있는 사람으로 자격이 제한되는 유일한 상이다. 따라서 가장 권위가 높게 여겨진다.

### 참조주
1. ↑  Jason Ankeny. “Carole King Biography”. AllMusic.
2. ↑  “Official Website of Carole King – Songwriter, Performer, Author”. Carole King. 2014년 1월 24일. 2016년 11월 30일에 확인함.
3. ↑  “The People Who Created The Soundtrack To Your Life eBook: Stuart Devoy: Kindle Store”. Amazon.com. 2015년 8월 25일에 확인함.
4. ↑  David Roberts, Guinness Book of British Hit Singles, 2005. ISBN 1-904994-10-5.
5. ↑  “'Tapestry' Jumps from #15 to #7 on Billboard's Top Pop Catalog Chart”. Carole King. 2001년 10월 12일. 2015년 8월 25일에 확인함.
6. ↑  "Carole King and James Taylor Troubadour Reunion Comes To An End" July 20, 2010, Anit Music.com
7. ↑  [(영어) https://www.allmusic.com/artist/p4681 King Bio at Allmusic.com]
8. ↑  “Carole King”. 《송라이터 명예의 전당》 (영어).
9. ↑  “Gerry Goffin and Carole King”. 《로큰롤 명예의 전당》 (영어).
10. ↑  “Carole King - Johnny Mercer Award”. 《송라이터 명예의 전당》 (영어).
11. ↑  “Carole King”. 《로큰롤 명예의 전당》 (영어).
12. ↑  "Librarian of Congress Names Carole King Next Recipient of the Library of Congress Gershwin Prize for Popular Song" December 12, 2012, www.loc.gov
13. ↑  Olson, Cathy Applefeld (2015년 12월 7일). “Carole King, George Lucas & More Feted at 2015 Kennedy Center Honors”. 《빌보드》 (영어).